# Sanne van Olphen
Sanne Chloe van Olphen (* 13. März 1989 in Den Haag) ist eine niederländische ehemalige Handballspielerin.

## Karriere
Sanne van Olphen spielte in den Niederlanden bei Omni SV Hellas. 2011 wechselte die 1,71 Meter große Rückraumspielerin nach Dänemark zu Sønderjysk Elitesport, mit dem sie 2012 in die höchste dänische Spielklasse aufstieg. Ab der Saison 2014/15 lief sie für den französischen Erstligisten Toulon Saint-Cyr Var Handball auf. Im Sommer 2017 schloss sie sich dem dänischen Verein Viborg HK an. Nach der Saison 2017/18 beendete sie ihre Karriere. In der Saison 2019/20 gab sie ihr Comeback für den französischen Erstligisten Mérignac Handball. 2021 beendete sie ihre Karriere.
Van Olphen bestritt 89 Länderspiele für die niederländische Nationalmannschaft, in denen sie 141 Tore erzielte. Sie nahm an der Weltmeisterschaft 2013 in Serbien teil. Weiterhin nahm sie an den Olympischen Spielen 2016 in Rio de Janeiro teil. Bei der Europameisterschaft 2016 gewann sie die Silbermedaille.